# Dalmatština
Dalmatština nebo dalmátština je východorománský jazyk, jímž mluvilo romanizované obyvatelstvo části západního Balkánu, zejména v dnešních městech Zadar (dalmatsky Jadera), Trogir (Tragur), Split (Spalatro), Dubrovnik (Raugia) a Kotor (Cattaro) a na blízkých ostrovech Krk (Vikla), Cres (Crepsa) a Rab (Arba). V rámci východorománských jazyků byla dalmatština bližší italštině než rumunštině. V této oblasti sídlili kromě dalmatsky hovořícího obyvatelstva také dalmatští Italové a Slované, jejichž jazyk (chorvatština) dalmatštinu postupně vytlačoval. Např. v Dubrovniku k tomu došlo v 16. století. Posledním, kdo tento jazyk ještě ovládal, byl rodák z ostrova Krk Tuone Udaina († 10. 6. 1898), jemuž se podle jeho povolání přezdívalo „Barbur“ (dalmatsky „holič“). Na rozdíl od istrorumunštiny a meglenorumunštiny se dalmatština výrazně nemísila s jazykem slovanských sousedů, v důsledku styků s Italy v Dalmácii i na Apeninském poloostrově vstřebávala spíš vlivy italské. Nejsevernější, fiumské nářečí, kterým se na pobřeží západního Balkánu mluvilo, nepočítáme k dalmatštině, ale k benátským nářečím.

## Příklady

### Číslovky
| Dalmatsky | Italsky | Rumunsky | Česky |
| join      | uno     | unu      | jeden |
| doi       | due     | doi      | dva   |
| tra       | tre     | trei     | tři   |
| kuatro    | quattro | patru    | čtyři |
| cenk      | cinque  | cinci    | pět   |
| si        | sei     | șase     | šest  |
| siapto    | sette   | șapte    | sedm  |
| uapto     | otto    | opt      | osm   |
| nu        | nove    | nouă     | devět |
| dik       | dieci   | zece     | deset |

## Vzorový text
Otče náš (modlitba Páně):
Tuota nuester, che te sante intel sil,
sait santificuot el naun to.
Vigna el raigno to.
Sait fuot la voluntuot toa,
coisa in sil, coisa in tiara.
Duote costa dai el pun nuester cotidiun.
E remetiaj le nuestre debete,
Coisa nojiltri remetiaime a i nuestri debetuar.
E naun ne menur in tentatiaun,
miu deleberiajne dal mal.	Amen!